# Триизобутилалюминий
Триизобутилалюминий — элементоорганическое вещество, алкилпроизводное алюминия с формулой Al(C4H9)3, бесцветная жидкость, самовоспламеняется на воздухе.

## Получение
- Взаимодействие алюминия со смесью изобутилена и водорода:

{\displaystyle {\mathsf {2Al+6C_{4}H_{8}+3H_{2}\ {\xrightarrow {}}\ 2Al(C_{4}H_{9})_{3}}}}
- Взаимодействие хлорида алюминия и гидрида натрия (с образованием промежуточного гидрида алюминия) с изобутиленом:

{\displaystyle {\mathsf {AlCl_{3}+3NaH+3C_{4}H_{8}\ {\xrightarrow {}}\ Al(C_{4}H_{9})_{3}+3NaCl}}}

## Физические свойства
Триизобутилалюминий — бесцветная жидкость, которая самовоспламеняется на воздухе. Поэтому работать с ним можно только в инертной атмосфере (азот или аргон).
При комнатной температуре триизобутилалюминий образует димеры в котором расстояния Al-C неэквивалентны, то есть реальная формула (Al(C4H9)3)2. Мономеры и димеры находятся в равновесии, константа KD = 3,8.

## Химические свойства
- Энергично реагирует с водой:

{\displaystyle {\mathsf {Al(C_{4}H_{9})_{3}+3H_{2}O\ {\xrightarrow {}}\ Al(OH)_{3}+3C_{4}H_{10}\uparrow }}}
- Реагирует с кислотами, спиртами, аминами и другими протоносодержащими соединениями:

{\displaystyle {\mathsf {Al(C_{4}H_{9})_{3}+HO{\text{-}}R\ {\xrightarrow {}}\ (C_{4}H_{9})_{2}AlO{\text{-}}R+C_{4}H_{10}\uparrow }}}
- Окисляется до алкоголята:

{\displaystyle {\mathsf {2Al(C_{4}H_{9})_{3}+3O_{2}\ {\xrightarrow {}}\ 2Al(OC_{4}H_{9})_{3}}}}
- С углекислым газом образует изопропилацетат алюминия:

{\displaystyle {\mathsf {Al(C_{4}H_{9})_{3}+3CO_{2}\ {\xrightarrow {}}\ Al(OOC{\text{-}}C_{4}H_{9})_{3}}}}

## Применение
- В производстве полимеров.
- В органическом синтезе.